# Los 40 (Paraguay)
Los 40 (estilizado como LOS40; anteriormente llamada Los 40 Principales o 40 Principales) fue una estación radial paraguaya de origen español, con una temática dedicada a la música actual en español e inglés. Pertenece a PRISA Radio, propietaria de emisoras en varios países de Hispanoamérica y en España, país original de Los 40.
LOS40 está presente en otros países como España, país original de la emisora y en varios países de Hispanoamérica como Argentina, Chile, Colombia, Costa Rica, Ecuador, Guatemala, México, Panamá, República Dominicana, entre otros), es una emisora joven, dinámica y dedicada a la tendencia de la música actual, tanto en español como en inglés.

## Parrilla de programación
El 1 de julio de 2013 inició la transmisión de la radio, con música las 24 horas. Desde el día 15 de julio de 2013 comenzaron a emitir los programas. A fines del 2013, Tere Franco, conductora del entonces mañanero "Vitamina 40", sale de la radio e ingresa en su lugar, Dulce Banti. A inicios de enero del 2014, comenzó una renovada programación con la llegada de una nueva conductora, Marilé Unger. Dirigió los programas "Ahí Vamos!" (mañanero 2014-agosto 2015) y "Running Tracks" de lunes a viernes y "Combo 40" los sábados. A finales de agosto del 2015 Marilé se despidió de sus oyentes, al igual que Marze Pérez con "La Tarde 4.0", "Del 40 al 1" de los fines de semana y la versión TV de LOS40.
En octubre de 2015, Jorge Heisecke llega a la emisora cubriendo el horario que quedaba libre los lunes a viernes a la mañana y los sábados, luego de la salida de Marilé. El 14 de octubre de 2016, Emilio Marín anuncia su salida de la emisora, después de más de 3 años liderando el programa "40 Hot Mix". En febrero de 2017 se anuncia el cambio en la programación de la radio, con la llegada de Fadua Huespe. El 29 de diciembre de 2017 Lucas Nataloni abandona la emisora después de 4 años conduciendo programas como "Doble o Nada", "La Tarde 4.0", "Del 40 al 1" y "Club 40", e ingresa en su lugar Fernanda Aguilar. El 29 de junio de 2018 Gisella Cassettai se despidió luego de 5 años en el aire, el 2 de junio del mismo año arranca "Lo + 40" con el debut de Mathias Crosa y Andrea Benítez. En marzo del 2020 se renovó la grilla con el retorno de antiguas voces de la emisora: Marze Pérez y Luis López.
En septiembre de 2020, LOS 40 Paraguay fue adquirida por la iglesia evangélica Centro Familiar de la Adoración dirigido por el Pastor Emilio Abreur y el 30 de septiembre de 2020, LOS40 Paraguay dejo de existir a las 23:59 hs siendo su última cancion "La Curiosidad" de Jay Wheeler, a las 12 de la noche del 1 de octubre de 2020, se lanzo "GO Radio" en su señal experimental siendo su primera cancion en emitise "Love Lifting Me" deTasha Layton, hasta enero de 2021 donde se emitió su señal regular.

## Principales locutores
- Melissa Quiñónez
- Aaron Rey
- Fadua Huespe
- Oscar Ayala Vázquez
- Leo Rivas
- Natt Aponte
- Gaby Ovelar
- Jorge Heisecke